# Skakverdensmestre (kvinder)
Verdensmesterskab i skak for kvinder

## Mestrenes navn og regeringstid
| FIDE kvindelige skakverdensmestre | FIDE kvindelige skakverdensmestre | FIDE kvindelige skakverdensmestre                | FIDE kvindelige skakverdensmestre |
| Periode                           | Navn                              | Land                                             | Bemærkninger                      |
| --------------------------------- | --------------------------------- | ------------------------------------------------ | --------------------------------- |
| 1927–1944                         | Vera Menchik                      | Sovjetunionen / Tjekkoslovakiet / Storbritannien |                                   |
| 1950–1953                         | Ludmilla Rudenko                  | Sovjetunionen ( Ukraine)                         |                                   |
| 1953–1956                         | Elisabeth Bikowa                  | Sovjetunionen ( Rusland)                         |                                   |
| 1956–1958                         | Olga Rubtsowa                     | Sovjetunionen ( Rusland                          |                                   |
| 1958–1962                         | Elisabeth Bikowa                  | Sovjetunionen ( Rusland)                         |                                   |
| 1962–1978                         | Nona Gaprindashvili               | Sovjetunionen ( Georgien)                        |                                   |
| 1978–1991                         | Maya Chiburdanidze                | Sovjetunionen ( Georgien)                        |                                   |
| 1991–1996                         | Xie Jun                           | Kina                                             |                                   |
| 1996–1999                         | Susan Polgar                      | Ungarn / USA                                     |                                   |
| 1999–2001                         | Xie Jun                           | Kina                                             |                                   |
| 2001–2004                         | Zhu Chen                          | Kina                                             |                                   |
| 2004–2006                         | Antoaneta Stefanova               | Bulgarien                                        |                                   |
| 2006–08                           | Xu Yuhua                          | Kina                                             |                                   |
| 2008-10                           | Alexandra Kosteniuk               | Rusland                                          |                                   |
| 2010-12                           | Hou Yifan                         | Kina                                             |                                   |
| 2012-13                           | Anna Ushenina                     | Ukraine                                          |                                   |
| 2013-15                           | Hou Yifan                         | Kina                                             |                                   |
| 2015-16                           | Mariya Muzychuk                   | Ukraine                                          |                                   |
| 2016-17                           | Hou Yifan                         | Kina                                             |                                   |
| 2017-18                           | Tan Zhongyi                       | Kina                                             |                                   |
| 2018-                             | Ju Wenjun                         | Kina                                             |                                   |

## Verdensmesterskabernes historie
Tekst mangler, hjælp os med at skrive teksten